# Farshad Falahatzadeh
Farshad Falahatzadeh (Teherán, Irán, 21 de marzo de 1967) es un exfutbolista y entrenador de fútbol de Irán que jugaba en la posición de defensa. Desde 2016 es entrenador asistente del Saipa FC.

## Carrera

### Club
| Club               | País     | Año       |
| ------------------ | -------- | --------- |
| Esteghlal FC       | Irán     | 1987-1994 |
| Saipa FC           | Irán     | 1994-1996 |
| Bargh Shiraz FC    | Irán     | 1996-1997 |
| Bahman FC          | Irán     | 1997-1999 |
| 1. FSV Mainz 05 II | Alemania | 1999-2000 |
| Esteghlal FC       | Irán     | 2000-2001 |
| Sanat Naft FC      | Irán     | 2001-2002 |
| Bargh Shiraz FC    | Irán     | 2002-2003 |

### Selección nacional
Jugó para Irán en 11 ocasiones de 1993 a 1998 sin anotar goles y participó en la Copa Asiática 1996. Se perdería el mundial de Francia 1998 por una suspensión de un año por dopaje.
También jugaría con la selección nacional de fútbol playa en la Copa Mundial de Fútbol Playa FIFA 2006.

### Entrenador
| Club            | País | Año       |
| --------------- | ---- | --------- |
| Irán playa      | Irán | 2006-2008 |
| Damash Karaj FC | Irán | 2010      |
| Niroo Zamini FC | Irán | 2015-2016 |

## Palmarés

### Títulos nacionales
| Título        | Club         | País | Año  |
| ------------- | ------------ | ---- | ---- |
| Copa Hazfi    | Esteghlal FC | Irán | 1996 |
| Liga Azadegan | Esteghlal FC | Irán | 2001 |
| Copa Hazfi    | Esteghlal FC | Irán | 2002 |